# Deckname: Kids Next Door
Deckname: Kids Next Door (Codename: Kids Next Door (KND)) ist eine US-amerikanische Zeichentrickserie aus dem Jahr 2002. Sie wurde vom Kinder- und Jugendsender Cartoon Network produziert und umfasst 78 Folgen. In Deutschland wurden im Free TV bislang nur die ersten 39 gezeigt, während auf dem deutschen Ableger von Cartoon Network bereits sämtliche 78 Episoden zu sehen waren.

## Handlung
Fünf Kinder unter Führung von Nigel Uno (Numbuh One, auf Deutsch 001) wollen sich für die Rechte der Kinder auf der ganzen Welt einsetzen. Das bedeutet, dass sie gegen Erwachsene vorgehen, die ihnen vorschreiben, wann sie ins Bett zu gehen haben und wann sie Süßwaren zu bekommen haben. Außerdem möchte das Team die Fantasie der Kinder verwirklichen. Fantasien wie das Konstruieren einer Mondrakete oder einer großen Raumstation. Damit die Wünsche der Kinder in Erfüllung gehen, kämpfen die fünf (die eigentlich nur ein Sektor einer weltumspannenden Organisation sind) gegen diverse erwachsene aber auch minderjährige Bösewichte. Unter anderem auch gegen die eigenen Familienmitglieder.
Ihre Erzfeinde sind Der Vater, Die braven Kinder und im Pilotfilm Operation ZERO Der Groß-Vater. Weitere Feinde tauchen in der Serie mitunter auf.

## Figuren
Die „Kids next door“ tragen Nummern. In der deutschen Synchronisation wurden deren Namen nach dem Vorbild von James Bond mit 001 (Null-Null-Eins) bis 005 übersetzt.

### Hauptfiguren
- Nigel Uno (Numbuh One). Er ist der Anführer der fünf ständig in der Serie auftauchenden Kinder. Er trägt eine Sonnenbrille, einen roten Pullover und eine graue Hose. Er gilt als harter Stratege und wird manchmal schnell wütend, aber auch wiederum sehr ruhig und nachdenklich. Wie auch die anderen Kinder, die die Hauptpersonen in der Zeichentrickserie sind, lebt er im sogenannten Sektor V. Sein Vater, Nigel Uno Sr. hat als Numbuh Zero das KND zusammen mit dem ehemaligen Mitglied Father (Vater) gegründet.

- Hoagie Pennywhistle Gilligan Jr. (Numbuh 2). Er ist ein sehr korpulenter und groß gewachsener Junge, der nur selten OHNE seine gelbe, undurchsichtige Pilotenbrille und seine Kappe auftritt. Er ist der Konstrukteur der Erfindungen, insbesondere der Fahrzeuge und Fluggeräte die im Sektor V verwendet werden. Seine Schwäche ist eindeutig seine Gefräßigkeit.

- Kuki Sanban (Numbuh 3). Kuki ist schmächtig, hat lange schwarze Haare und trägt einen übergroßen, grünen Pullover. Ihre Hände sind daher nur selten zu sehen. Es ist aber davon auszugehen, dass sie wie die anderen 5 Finger an jeder Hand hat. Sie tritt normalerweise naiv und stets fröhlich auf. Für einen Kampf ist sie dennoch genau so bereit wie die andere vier Teammitglieder. Ist sie wütend stellt sich ihre Wut in Form einer Verwandlung zum Werwolf dar. Ihre Konstruktion, die sie dabei einsetzt ist ein Panzer in Form eines Hasen. Zudem ist sie ein mathematisches Genie, was sie nicht immer offen zeigt. Sie hat eine kleine Schwester namens Mushi Sanban.

- Wallaby Beetles (Numbuh 4): Numbuh 4 ist ebenfalls ein Mitglied. Er hat blondes Haar, was ihm bis in die Augen geht, so dass sein Gesicht beinahe nie zu sehen ist. Er trägt einen orangefarbenen Pullover mit Kapuze. Er baut sehr kreative Waffen, wie z. B. eine Maschine, die mit Matsch wirft. Charakteristisch für ihn ist sein sehr freches Verhalten und seine Begeisterung für japanischen Kampfsport. Numbuh 4 hat leider ein großes Problem im Wasser, da er nicht schwimmen kann.

- Abigail Lincoln (Numbuh 5): Abigail Lincoln ist eine Afroamerikanerin. Sie ist wie die anderen Kinder zwischen zehn und zwölf Jahre alt. Sie trägt eine rote Mütze, die ihr tief ins Gesicht gezogen ist. Zudem trägt sie ein blaues T-Shirt. Sie gilt als sehr ernst und manchmal auch sehr aggressiv. Aber sie kann klug und verständnisvoll sein.

### Bösewichte
- Der Groß-Vater: Der Groß-Vater ist der Großvater von Nigel Uno. Sein vollständiger Name lautet Benedict Uno Sr. Er ist der eigentliche Oberbösewicht, da der Vater nur ein Gehilfe von ihm ist. Er hat lange Ohren- und Nasenhaare. Zudem ist er in seiner menschlichen Gestalt sehr hager und bucklig. Sein Ziel ist es, die gesamte Welt in greise Zombies zu verwandeln. Er tritt sowohl in seiner normalen Form als mürrischer alter Mann, sowie als Teufel mit gelb glühenden Augen, Tentakeln anstatt Beinen und ganz in schwarz auf.

- Der Vater: Es handelt sich um seinen ebenso bösen Sohn von Groß-Vater und damit um den Onkel von Numbuh One. Er hat die sogenannten „Braven Kinder“ als seine Kinder adoptiert und möchte Kinder wie diese erschaffen. Das ist sein böser Plan: Alle Kinder auf der Welt sollen brav werden und den Eltern gehorchen. Der Vater trägt eine große Brille und hat eine Pfeife im Mund. Sein richtiger Name lautet wie sein Großvater Benedict Uno. In seiner „Dämonengestalt“ kommen aus ihm, wenn er sich aufregt, Flammen heraus, die je nachdem wie wütend er ist, mal kleiner und mal größer werden.

- Die braven Kinder: (Original: Delightful Children from Down the Lane) Es handelt sich um fünf Kinder, die durch den Vater adoptiert wurden. Es sind zwei Mädchen und drei Jungen. Sie werden am häufigsten von den Sektor-V-Kindern bezwungen. Einer der Jungen verbirgt sein Gesicht unter einem Football-Helm. Bis auf ein Mädchen mit Brille und einen sehr groß gewachsenen Jungen sind alle Kinder blond. Die Kinder reden alle gleichzeitig. Sie sind gemäß dem Pilotfilm die „absolut böse Seite“ der Teen Ninjas. Ihr Operationsgebiet ist der „Sektor Z“.

### Weitere Figuren (Helden und Schurken)
- Numbuh 86: Sie ist die stellvertretende Oberkommandierende aller Kids next Door auf der Welt. Sie ist sehr herrisch und trägt wie das Weltkommando eine Art Samurai – Rüstung. Oft gerät sie in Streit mit Numbuh 1, da er ihre Befehle oftmals lächerlich findet. Ihr richtiger Name lautet Frances „Fanny“ Fulbright.

- Numbuh 362: Sie ist die Oberkommandierende der KND-Operatives. Sie ist etwas ruhiger als ihre Stellvertreterin, wird aber als Anführerin respektiert. Ihr richtiger Name lautet Rachel T. Mckenzie. Der Hauptsitz dieser Organisation ist übrigens auf dem Mond.

- Chad Dickinson: Chad Dickinson war der Vorgänger von Numbuh 362 als Oberkommandierender. Er wurde abgesetzt, weil er undurchsichtige und bei der KND-Weltorganisation verbotene Geschäfte mit Erwachsenen betrieben haben soll. Daraufhin rächte er sich und gründete ein eigenes Kommando, die Teen Ninjas. Er ist 14–16 Jahre alt und trägt eine Rüstung, die beinahe seinen gesamten Körper verhüllt.

- Cree Lincoln: Wie auch bei Chad Dickinson wird in späteren Staffeln der Zeichentrickserie enthüllt, dass sie ein Mitglied der KND-Organisation war. Sie ist die große Schwester von Abigail Lincoln und ärgert diese ständig. Sie ist 16 Jahre alt, sehr groß und ärgert vor allem die, die kleiner sind als sie.

## Synchronisation
| Rolle             | Englische Synchronsprecher                    | Deutsche Synchronsprecher |
| ----------------- | --------------------------------------------- | ------------------------- |
| Numbuh 1          | Benjamin Diskin                               | Norman Matt               |
| Numbuh 2          | Benjamin Diskin                               | Fabian Hollwitz           |
| Numbuh 3          | Lauren Tom                                    | Tanja Schmitz             |
| Numbuh 4          | Dee Bradley Baker                             | Hannes Maurer             |
| Numbuh 5          | Cree Summer                                   | Solveig Duda              |
| Vater             | Jeff Bennett                                  |                           |
| Die braven Kinder | Benjamin Diskin Dee Bradley Baker Cree Summer |                           |
| Cree Lincoln      | Cree Summer                                   |                           |
| Numbuh 86         | Jennifer Hale                                 | Rubina Kuraoka            |

## Namen der Folgen
Die Folgennamen sind Akronyme und beginnen mit Operation. So heißen die Folgen Operation ZAEHNE, was für „Zahn ausreißender Extremist heizt Nr.3 ein“ oder RENDEZVOUS für „Reales Erleben neuer Dimensionen einer Zweisamkeit verändert oft unser Ansehen“. Lediglich die ersten Folgen hatten Titel ohne Akronyme, sie hießen Kein Pipi in den Pool und Kenny und Chimpy – Total verseucht oder die Affenpocken.